# Jomo Kwame Sundaram
Jomo Kwame Sundaram, né le 11 décembre 1952, est un économiste et une personnalité publique malaisienne.  

## Biographie

### Jeunesse et études
Nommé d'après deux dirigeants africains anti-coloniaux, Jomo est né à Penang, en Malaisie, peu de temps après que le premier président kenyan Jomo Kenyatta a été incarcéré par les Britanniques à la fin de 1952 et des années après que le premier président ghanéen Kwame Nkrumah soit secrétaire du Congrès panafricain.
Après le lycée militaire en Malaisie, Jomo est parti aux États-Unis en 1970 après avoir eu une place à l'université Yale, et puis à l'université Harvard pour son master et doctorat.

### Carrière
Après ses études il est rentré en Malaisie pour enseigner à l'université de Malaya. Il exprimait ses opinions globalement hérétiques, pour lesquelles il est devenu connu, notamment à propos de la corruption, la copinage et l’inégalité, de manière que il a été poursuivi du milliardaire et homme d’affaires malaisien Vincent Tan.
Il travaillait au Département des affaires économiques et sociales à l’Organisation des Nations unies à New York depuis 2005, où il demeura pour huit ans avant de travailler à L’Organisation des Nations unies pour l'alimentation et l'agriculture à Rome, Italie.
Il a été rapatrié en Malaisie en 2015, où il travaille pour l'institut du recherche du Khazanah Nasional Berhad, le fonds souverain du gouvernement malaisien. En mai 2018 il a été sélectionné pour rejoindre le conseil du nouveau gouvernement, ce qui a remplacé le gouvernement qui n'avait jamais perdu le pouvoir depuis l'indépendance vis-à-vis des Britanniques en août 1957. 
Il est membre du Comité de conseil scientifique (CCS) du programme MOST, le programme intergouvernemental de l’UNESCO dédié aux transformations sociales.

## Œuvres récentes en anglais
- Avec Vitas Rawal et Michael T. Clark, Mettre fin à la malnutrition : de l'engagement à l'action, FAO, 2015.
- Avec Oliver Schwank et Rudiger von Arnim, La mondialisation et développement en Afrique subsaharienne, Nations unies, 2013.
- Avec Anis Chowdhury, La pauvre pauvreté : l'appauvrissement de l'analyse, de la mesure et des politiques, Nations unies, 2011.